# Scylla Venâncio
Scylla Venâncio (Rio de Janeiro, 9 de maio de 1917 — , ) foi uma nadadora brasileira, que participou de uma edição dos Jogos Olímpicos pelo Brasil. como atleta do Flamengo.

## Trajetória esportiva
Era nadadora do Clube Esperia, em São Paulo, quando foi aos Jogos Olímpicos de 1936 em Berlim, e participou das provas dos 100 metros e dos 400 metros nado livre, não chegando às finais das mesmas.
Em 1937 voltou para o Rio de Janeiro quando, então, passou a nadar pelo Flamengo. Neste mesmo ano, foi vencedora da tradicional Travessia de São Paulo a Nado.